# Heteropternis guineensis
Heteropternis guineensis är en insektsart som först beskrevs av Blanchard 1853.  Heteropternis guineensis ingår i släktet Heteropternis och familjen gräshoppor. Inga underarter finns listade i Catalogue of Life.